# Rinodina substellulata
Rinodina substellulata är en lavart som beskrevs av Müll. Arg. Rinodina substellulata ingår i släktet Rinodina och familjen Physciaceae.   Inga underarter finns listade i Catalogue of Life.